# 真夜中の王国
真夜中の王国（まよなかのおうこく）は、1994年4月4日から2004年3月18日までNHK BS2で放送されたテレビ番組である。

## 概要
NHK-BSの若者向け定時番組として放送を開始した。シリーズを通して10年間放送された。
番組初期は1週間1テーマの若者向け特集番組であった。1996年度以降は曜日ごとの司会でトーク中心の番組であった。

## 番組名の変遷
- 『BSヤングナイト・真夜中の王国』（1994年4月4日 - 1995年3月）
- 『真夜中の王国』（1995年4月 - 1998年4月3日）
- 『新・真夜中の王国』（1998年4月7日 - 2003年3月）
- 『真夜中の王国03』（2003年3月31日 - 2003年12月）
- 『真夜中の王国04』（2004年1月 - 2004年3月18日）

## 放送時間
| 期間            | 放送時間                | 放送時間                |
| --------------- | ----------------------- | ----------------------- |
| 1994年度前期    | 月 - 金曜 23:15 - 26:00 | 月 - 金曜 23:15 - 26:00 |
| 1994年度後期    | 月 - 金曜 23:30 - 26:00 | 月 - 金曜 23:30 - 26:00 |
| 1995年度前期    | 月 - 金曜 23:30 - 25:00 | 月 - 金曜 23:30 - 25:00 |
| 1995年度後期    | 月 - 金曜 23:30 - 24:30 | 月 - 金曜 23:30 - 24:30 |
| 1996 - 1997年度 | 月 - 木曜 24:15 - 25:15 | 月 - 木曜 24:15 - 25:15 |
| 1998年度        | 月 - 水曜 24:00 - 25:15 | 木曜 24:15 - 25:30      |
| 1999年度        | 月 - 水曜 24:00 - 25:00 | 木曜 24:30 - 25:30      |
| 2000 - 2001年度 | 月 - 木曜 24:00 - 24:59 | 月 - 木曜 24:00 - 24:59 |
| 2002年度前期    | 月 - 水曜 24:15 - 25:14 | 木曜 24:15 - 25:29      |
| 2002年度後期    | 月 - 水曜 24:05 - 24:59 | 木曜 24:05 - 25:29      |
| 2003年度        | 月 - 木曜 23:00 - 23:45 | 月 - 木曜 23:00 - 23:45 |

## 司会
| 年度 | 月曜深夜                           | 火曜深夜               | 水曜深夜             | 木曜深夜                           |
| ---- | ---------------------------------- | ---------------------- | -------------------- | ---------------------------------- |
| 1996 | 鈴木慶一・田村翔子                 | 国分太一・山崎直子     | 東ちづる・大浦龍宇一 | 渡辺満里奈・ユースケ・サンタマリア |
| 1997 | 渡辺満里奈・ユースケ・サンタマリア | 橋本さとし・市井由理   | 東ちづる・山本太郎   | 横内謙介・かの香織                 |
| 1998 | 上原さくら・DJ DRAGON              | 原田真二・大河内奈々子 | 布川敏和・吉本多香美 | 葉加瀬太郎・佐藤康恵               |
| 1999 | 井ノ原快彦・さとう珠緒             | 葉加瀬太郎・佐藤康恵   | 羽野晶紀・山本耕史   | 鈴里真帆・市川美和子               |
| 2000 | 藤井尚之・遠藤久美子               | 渡辺美里・井ノ原快彦   | 羽野晶紀・山本耕史   | さとう珠緒・326                    |
| 2001 | 渡辺美里・井ノ原快彦               | 藤井尚之・遠藤久美子   | 秋吉久美子・326      | 宮本裕子・さとう珠緒               |
| 2002 | 渡辺美里・山口智充                 | 鴻上尚史・遠藤久美子   | 陣内孝則・坂本美雨   | SILVA・326                         |
| 2003 | 山口智充・北川悦吏子               | 今井美樹・加藤晴彦     | 鴻上尚史・酒井若菜   | SILVA・片瀬那奈                    |

## エンターテインメントニュース
1994年10月に独立番組として放送を開始した。1998年度から『新・真夜中の王国』の内包番組として継続した。

### 独立番組時代の放送時間
- 番組名
  - 『BSエンターテインメントニュース』（1994年10月3日 - 1995年3月）
  - 『エンターテインメントニュース』（1995年4月 - 1998年4月3日）
- 放送時間
  - 月 - 木曜 23:15 - 23:30（1994年度後期）
  - 月 - 金曜 23:15 - 23:30（1995年度）
  - 月 - 金曜 24:00 - 24:15（1996 - 1997年度）

### キャスター
| 年度 | 月曜深夜                                       | 火曜深夜                                       | 水曜深夜                                       | 木曜深夜                                       | 金曜深夜         |
| ---- | ---------------------------------------------- | ---------------------------------------------- | ---------------------------------------------- | ---------------------------------------------- | ---------------- |
| 1995 | 松尾潔・谷口實希                               | 松尾潔・谷口實希                               | 松尾潔・谷口實希                               | 松尾潔・谷口實希                               | 松尾潔・谷口實希 |
| 1996 | 松尾潔・近内仁子                               | 松尾潔・近内仁子                               | 松尾潔・近内仁子                               | 松尾潔・近内仁子                               | 松尾潔・近内仁子 |
| 1997 | ヒロコ・グレース                               | クリス・ペプラー                               | ヒロコ・グレース                               | クリス・ペプラー                               | -                |
| 1998 | クリス・ペプラー・ヒロコ・グレース・藤田ミキト | クリス・ペプラー・ヒロコ・グレース・藤田ミキト | クリス・ペプラー・ヒロコ・グレース・藤田ミキト | クリス・ペプラー・ヒロコ・グレース・藤田ミキト | -                |
| 1999 | 一宮里絵・羽生未来                             | 高杉'Jay'二郎・朝生つぐみ                      | 安岡有美子                                     | 藤田ミキト                                     | -                |
| 2000 | 藤田ミキト・乾貴美子                           | 羽生未来                                       | 津田友美・津田三七子                           | 椎名由紀                                       | -                |
| 2001 | 乾貴美子                                       | 羽生未来                                       | 津田三七子                                     | 椎名由紀                                       | -                |
| 2002 | 三井智映子                                     | 朝生つぐみ                                     | MEGUMI                                         | Sascha                                         | -                |
| 2003 | MEGUMI                                         | 三井智映子                                     | 一戸奈未                                       | 君嶋ゆかり                                     | -                |

## 歴代テーマソング

### オープニングテーマ

#### BSヤングナイト・真夜中の王国
- 「傘と電話機」LONG VACATION

#### 真夜中の王国
- 「War Dance for Wooden Indians」

#### 新・真夜中の王国
- 「ここにいること」Rubii
- 「Shiny, Windy-Day」Roboshop Mania（※木曜日のみ）
- 「Little Trip」Hysteric Blue
- 「羽根」GRAPEVINE
- 「BAD COMPANY」rough laugh
- 「RIVER SOUL」the autumn stone
- 「PULP FLAVOUR」NORTHERN BRIGHT
- 「東京湾」Hermann H.&The Pacemakers

#### 真夜中の王国03
- 「stray cat」Every Little Thing

### エンディングテーマ

#### 新・真夜中の王国
- 「Strange Days」カーネーション（※月曜日のみ）
- 「はなれ ばなれ」クラムボン
- 「ありったけの愛」THEATRE BROOK
- 「BOARD GAME」DOG HAIR DRESSERS：（2000年4月〜6月）
- 「裸のランチ」COIL
- 「Around」LUↃA